# Die PARTEI
A PÁRT, németül Die PARTEI német politikai párt, amelyet 2004-ben alapítottak a Titanic szatirikus magazin szerkesztői.
A név rövidítés, a teljes név: Die Partei für Arbeit, Rechtsstaat, Tierschutz, Elitenförderung und basisdemokratische Initiative (lefordítva: „A Párt a Munkáért, a Törvényességért, az Állatok Védelméért, az Elitek Előmozdítására, és Alapvető Demokratikus Kezdeményezés”).
A die Partei kifejezést korábban Kelet-Németországban az egyeduralkodó kommunista pártra (Német Szocialista Egységpárt), még korábban a Náci Pártra (NSDAP) használták, így ez a név szemtelen utalás a Die PARTEI alapítóinak totalitariánus ambícióira.

## Céljaik
A párt azokat a szavazókat akarja egybegyűjteni, akik más pártokban már csalódtak. Saját elmondásuk szerint a Die PARTEI „populista kampányt” folytat.
A célok:
- Újraépíteni a berlini falat.
- Megreformálni az egészségügyi biztosítás rendszerét.
- Megvédeni a természeti erőforrásokat.
- A munkaórák csökkentése és „a neoliberális Schröder rezsim” bevezette Hartz-IV és egyéb törvények eltörlése.
- Új alkotmány, amelyet a jelenlegi 146-os cikkely alapján az emberek vitatnak meg és fogadnak el.

A párt céljai könnyen azonosíthatóan anti-neoliberálisak, balra hajlóak és közel állnak a szociáldemokraták, baloldali zöldek, illetve az új Munka és Szociális Igazság Párt nézeteihez. Az egyedüli programpontjuk, amihez még csak hasonló sincs más pártok programjában, a berlini fal újraépítése. Ezt bizonyos felmérések szerint az egyesítés gazdasági és egyéb következményei miatti kiábrándultság okán a németek mintegy 20%-a támogatná.
Összességében, a párt céljai a populizmus és a vegytiszta képtelenség közti tartományban szóródnak, és szatirikus ízükkel a Titanic magazin népszerűségének emelését célozzák.

## A 2005-ös kampány
2005 júniusában a die Partei Zweckbündnis néven választási szövetségre lépett a Német Anarchista Pogo Párttal.
A párt leglátványosabb kampányakciója az volt, hogy az eBay aukciós portálon keresztül elárverezték az ingyen televíziós kampányidejüket (minden induló párt ingyen reklámidőhöz jut a kampányidőszakban). 
A Die PARTEI csak Hamburgban és Berlinben indult a 2005-ös választásokon és 10 379 szavazatot, szövetségi szinten 0,022%-ot kapott.